# 정읍남로
정읍남로(Jeongeumnam-ro)는 전북특별자치도 정읍시 입암면 갈재에서 정읍시 시기동을 잇는 153.8km 도로이다

## 주요 경유지
전북특별자치도
- 정읍시 (입암면 . 상교동)

## 노선
| 이름       | 접속 노선                              | 소재지 | 소재지 | 비고 |
| ---------- | -------------------------------------- | ------ | ------ | ---- |
| 갈재       |                                        | 장성군 | 북이면 |      |
| 갈재       |                                        | 정읍시 | 입암면 |      |
| 신월삼거리 | 입암로                                 | 정읍시 | 입암면 |      |
| 천원삼거리 | 지방도 제708호선 (밤고개길) 입암중앙길 | 정읍시 | 입암면 |      |
| 단곡삼거리 | 입고로                                 | 정읍시 | 입암면 |      |
| 왕심삼거리 | 왕차길                                 | 정읍시 | 입암면 |      |
| 삼산교     |                                        | 정읍시 | 상교동 |      |
| 과교입체교 |                                        | 정읍시 | 상교동 |      |
| 과교       |                                        | 정읍시 | 상교동 |      |
| 과교삼거리 | 지방도 제701호선 (서부산업도로)        | 정읍시 | 상교동 |      |
| (이름없음) | 천변길                                 | 정읍시 | 상교동 |      |

## 주요 시설및 건물
- 입암면 행정복지센터 (정읍남로 489/천원리 84)
- 입암경찰서 (정읍남로 501/단곡리 369-2)
- 농협 황토현농협 하나로마트 입암점 (정읍남로 511/단곡리 383-3)
- 입암약국 (정읍남로 514/단곡리 383-26)
- GS칼텍스 천원주유소(정읍남로 522/단곡리 427-4)
- 대흥초등학교 (정읍남로 766/접지리 809-1)
- SK에너지 입암주유소 (정읍남로 835/마석리 183-6)
- SK에너지 형제주유소 (정읍남로 1053/삼산동 541-1)
- GS칼텍스 과교주유소 (정읍남로 1196/과교동 393-14)
- 호남장례식장 (정읍남로 1252/시기동 988-1)
- E1 호남LPG충전소 (정읍남로 1309/시기동 527-7)
- GS25 정읍남로점 (정읍남로 1327/시기동 488-1)
- SK에너지 차사랑주유소 (정읍남로 1344/시기동 496-3)
- 파리바게트 정읍초산원마트점 (정읍남로 1353/시기동 506-26)
- 멕시카나치킨 시기점 (정읍남로 1356/시기동 499-3)
- 토프레소 정읍점 (정읍남로 1358/시기동 503-2)
- 시기119안전센터 (정읍남로 1421/시기동 155-5)